# ふよう1号
ふよう1号（JERS-1：Japanese Earth Resources Satellite-1）は、日本の地球観測衛星である。通商産業省（現・経済産業省）と宇宙開発事業団（NASDA、現・JAXA）が共同開発し、1992年（平成4年）2月11日にNASDAのH-Iロケット9号機で種子島宇宙センターから打ち上げられ、1998年（平成10年）10月に機能停止した。
合成開口レーダーと光学センサーを備え、石油等の地球資源の観測を主目的とした。

## 概要
NASDAが衛星の開発・運用・打上げを、通商産業省がセンサの開発を担当した。

### 目的
全陸域のデータを取得し、資源探査を主目的に、国土調査、農林漁業、環境保全、防災、沿岸監視等の観測を行うことを目的とした。

### 特徴
日本初の合成開口レーダー搭載衛星。地表のみならず地中の岩盤なども探査可能。SARの周波数にはLバンドとXバンドが検討されていたが、Lバンドを選択した明確な根拠はなく、当時NEDOの航空機SARによりXバンドでの撮影実績があったことから、それよりも波長の長い周波数を使用した撮影に関心があったことが影響したとされる。
資源探査を主目的とするため、光学センサには鉱物や岩石の識別に有効な2μm帯の短波長赤外に4バンド配している。ステレオ視で得られる高度情報の精度は理論上80m、データ処理により50mである。
日本の衛星として初めて冷凍機（赤外線センサ用）を搭載した。

### 成果
宇宙考古学の先駆けとしてのピラミッド基礎探査に利用され、日本の調査隊による古代エジプト遺跡の発見に貢献した。

## 運用史

### 計画
- 1978年（昭和53年）3月 - 宇宙開発政策大綱[9]において海洋観測衛星MOS（もも1号）[10]と陸域観測衛星LOSが提案される[11]。
- 1980年（昭和55年）
  - 8月 - 宇宙開発委員会第一部会において目的の重複する科学技術庁のLOS-1（1987年打ち上げ目標）と通商産業省の資源探査衛星1号 MERES-1（Mines and Energy Resources Exploration Satellite-1、1985年打ち上げ目標）の計画が統合され地球資源衛星1号ERS-1（Earth Resources Satellite-1）となり開発着手が妥当と判断される[12][13][14]。後にESAの地球観測衛星ERS-1（1991年打ち上げ）と名称が同じであったため、JERS-1と呼ばれるようになり正式名称となる[15]。
  - 11月 - 金属鉱業事業団（現・エネルギー・金属鉱物資源機構）内に資源系またはハード系の専門家で構成される地球資源衛星利用技術委員会が発足し、具体的な検討が開始された[15]。
- 1981年（昭和56年）
  - 3月 - 金属鉱業事業団で衛星の要求スペックがまとめられた[6]。
  - 9月30日 - 衛星データの処理解析の研究開発を推進するために[16]、財団法人資源観測解析センター（現・一般財団法人宇宙システム開発利用推進機構）設立[17]。
- 1984年度（昭和58年度） - 予算化[11]。
- 1986年（昭和61年）3月31日 - 衛星の開発開始[5]。
- 1991年（平成3年）
  - 9月 - 筑波でのシステム試験終了[6]。
  - 10月31日 - 種子島宇宙センターの衛星試験棟に搬入[6]。
  - 11月 - 地球観測センターにおけるJERS-1（およびESAのERS-1）受信処理設備の整備が概ね完了[18]。
- 1992年（平成4年）1月9日 - 開発完了[5]。

### 打ち上げ・運用
時刻は日本時間。
- 1992年（平成4年）
  - 2月11日
    - 10:50 - H-Iロケット9号機で打ち上げ。（2月3日の打ち上げ予定は地上系の不具合で延期）[7]
    - 11:40頃 - ロケットから分離され「ふよう1号」と命名[7]。
    - 21:37（第7周回） - 3段階あるSARアンテナ展開の第1段階のコマンドを送信するが、展開終了の信号が得られず、第2段階以降の展開をキャンセル[7]。

  - 22周回（2月12日夜）・30周回（2月13日朝）、ヒンジ付近のアンテナ給電用同軸ケーブルが低温で硬くなっていると推定し、太陽光で加熱される姿勢に変更して温度は-20℃から20℃に上昇するが状況改善せず[19]。
  - 3月12日 - OPSの初期暫定運用が開始され、最初にオホーツク海上の流氷を撮影した[6]。
  - 4月3日 - 地上試験などの結果からSARのアンテナ保持ピンが抜け残り、90°展開する予定が7°の展開状態で保持されていると結論付け、アンテナを振動させる共振マヌーバの実施を準備する[7]。
  - 4月4日 - 共振マヌーバを実施する前にキルナ局（スウェーデン）が展開終了の信号を受信[7]。
  - 4月9日 - SARアンテナの展開が完了[7]。展開の第3段階でも展開完了の信号がなかったが、姿勢データ等から展開は完了していると判断された[6]。
  - 4月15日 - SARの初画像として北海道東部・知床・釧路の画像が撮影された[6]。
  - 6月 - チェックアウトを完了し、観測機器の試験運用を開始[7]。
  - 9月 - 定常運用開始[20]。
  - 11月 - 研究者向けにデータ提供開始[20]。
- 1993年（平成5年）12月 - 短波長赤外センサ用の冷凍機が故障し、短波長赤外の観測運用停止[21]。
- 1997年（平成9年）8月 - MDR（テープレコーダ）が機能停止[3]。
- 1998年（平成10年）[22][23]
  - 10月11日
    - 7:57 - 4台のバッテリーでB系がオンになる。直接的な因果関係は明らかではないが、後に影響が拡大する短絡の兆候であった可能性が考えられている。
    - 20時頃 - パドル駆動機構（PDM）の角度位置検出器の出力が低下。
    - 21:01 - 日照へ移行してまもなくメインバス電圧・電流が大きく変動し始め、太陽電池の電流が0Aに、バッテリからの放電が通常10A強のところ70A弱の大電流が放電される。ほか、テレメトリデータの多くが異常を示す。
    - 21:04 - バッテリ電力のみで運用する日陰モードに移行し、以降は正常な電力消費となる。

  - 10月12日 - 
    - 8:10 - キルナ局により交信。
    - 11:50 - 沖縄局では衛星からのテレメトリ受信できず。
    - 12:30 - サンチャゴ局から停波コマンドを送信し、運用終了。
- 2001年（平成13年）12月3日 22:28 - 南極沖南大西洋上空で大気圏再突入し消滅[24]。

### 機能停止の原因
NASDAは電源異常の原因について、パドル駆動機構付近で発生した短絡であると特定し、原因である可能性の高いものとしてパドル駆動機構と太陽電池パドルとをつなぐ電線の一部が宇宙空間に露出していた可能性があり、電線には耐放射線性を高めるために3μm厚のポリイミドを焼き付けていたが原子状酸素との反応により2年程度でポリイミドはほぼ無くなり、絶縁材のフッ化エチレンプロピレン（FEP）もそこから4年半で放射線耐性と同程度の吸収線量（ラド）に達して脆くなり、かつ温度サイクルを受けたことによる損傷が考えられると報告した。

## 機体設計

### ミッション機器
- 光学センサー（OPS）[4]
  - 可視近赤外（VNIR）観測バンド（直下視、バンド4を除く）
    - バンド1：0.52 - 0.60 μm
    - バンド2：0.63 - 0.69 μm
    - バンド3：0.76 - 0.86 μm
    - バンド4：0.76 - 0.86 μm（前方視15.33°）

  - 短波長赤外（SWIR）観測バンド（直下視）
    - バンド5：1.60 - 1.71 μm
    - バンド6：2.01 - 2.12 μm
    - バンド7：2.13 - 2.25 μm
    - バンド8：2.27 - 2.40 μm

  - 地表分解能：18.3m（軌道垂直方向）×24.2m（軌道方向）
  - 走査幅：75km
  - 視野角：7.55°
  - センサ：リニア型CCD
    - 画素数：4,096画素/各バンド
    - 量子化ビット数：6bit
    - VNIRセンサ：シリコン荷電結合素子
    - SWIRセンサ：白金シリコンショットバリア型赤外検出素子
      - 冷凍機：スターリングサイクル型
      - センサ温度：77 - 82K

    - 画像データ出力レート：30Mbps×2ch
- 合成バンド開口レーダー（SAR）[4]
  - 中心周波数：1275MHz（Lバンド）
  - バンド幅：15MHz
  - 偏波：H-H
  - オフナディア角：35°
  - 地表分解能：18m（レンジ方向、アジマス方向3ルック）
  - 走査幅：75km
  - データレート：30Mbps×2ch
  - 送信ピーク電力：1.3kW
  - アンテナ寸法：11.9m×2.4m
  - 質量：228kg
- ミッション送信機（MDT）[7]
  - 周波数：8.15 / 8.35GHz
  - データレート：30Mbps×2ch×2波
  - アンテナ寸法：直径 60cm×高さ 20cm
- ミッション記録装置（MDR）[7]
  - テープ寸法：1インチ×9,200フィート
  - 記録容量：最小 7.2×1010bit（20分間[25]）
  - 記録/再生データレート：30Mbps×2ch
  - 消費電力：最大215W
  - 重量：73.5kg

### バス機器
- 姿勢制御系[7]
  - 国内で初めて書き換え可能なマイクロプロセッサ制御ロジックを採用
  - メモリー容量：16kワード、RAM：2kワード[25]
- 電源パドル系
  - パドル重量：56kg
  - バッテリ：30Ah×4台
- 通信およびデータ処理系
  - きく5号のデータバス方式を改良して使用
- ガスジェット系
- 熱制御系
  - ヒートパイプ・サーマルルーバを使用する能動型熱制御方式
- 構体系
- 計装系